# Wings of Fire
Wings of Fire er en Fantasy-bogserie skrevet af forfatteren Tui T. Sutherland og udgivet af Scholastic Corporation.
Serien består på nuværende tidspunkt af tre ark, som omhandler unge drager, der opfylder profetier i en fantasy-verden. Hvert fuldendt ark består af fem bøger.
Wings of Fire har en særskilt serie, der viger bort fra hovedserien, kaldet  Wings of Fire: Legends, som omhandler vigtige historiske begivenheder, der anfægter hovedserien. Der findes en anden underserie kaldet Winglets, som omhandler bikarakterer.

## Kontekst og univers
Wings of Fire-universet omhandler drager, der lever på det fiktive kontinent Pyrrhia. Dragerne er opdelt i syv forskellige grupper kendt som stammer, hver m ed sin egen, fysisk unikke forskelle og territorier: SandWings bor i ørkenen, MudWings bor i en sump, SkyWings i bjergende, Seawings i havet, IceWings i tundraen, RainWings i regnskoven, og NightWings, som fra og med det tredje ark bor i junglen sammen med RainWings'ne.

### Dragearter
SandWings
Bleggyldne eller hvide drager, hvis skæl har farve som ørkensandet. De har kløvede tunger, og for enden af halen sidder en giftbrod, præcis som på en skorpion. De kan overleve længe uden vand, forgifte modstandere, kamuflere sig ved at begrave sig i sandet og spy ild.
MudWings
Brune drager med storre, flade hoveder, hvor næseborene er oven på snuden—nogle gange gyldne eller ravfarvede buge—som har tykke, pansrede skæl. De er som regel ganske stærke, kan holde vejret i op til en time, falde i ét med mudderpøle og spy ild så fremt, at de er varme nok.
SkyWings
Rødgyldne eller orange drager med enorme vingefang. De kan spy ild og er stærke krigere og flyvere.
SeaWings
Blå, grønne eller akvamarine drager med svømmehud mellem kløerne, gælder på halsen, og selvlysende striber, der går fra snuden, over bugen og ned langs halen. De kan trække vejret undet vand, se i mørke, forårsage stærke bølger med deres haler, og er stærke svømmere.
IceWings
Sølvfarvede eller blegblå drager med riftede klør til at holde fast i isen med, kløvede, blå tunger og haler der for enden er på tykkelse med en pisk. De tives i miljøer, som kommer en god del under fryspunktet, påvirkes ikke af skarpt lys og har fryseånde.
RainWings
Drager, hvis farve konstant fluktuerer—typisk farverige som paradisfugle—med præhensile haler. De kan kamuflere sig ind i enhver baggrund ved at skifte farve, og de bruger deres haler til at klatre med.
NightWings
Lillasorte drager med sølv skæl sprædt over undersiden af deres vinger, så de kan falde i ét med stjernehimlen, og kløvede tunger. De kan forsvinde i skyggerne, læse tanker, forudse fremtiden og spy ild.

## Profeti
| Engelsk | Direkte oversættelse |
| --- | --- |
| When the war has lasted twenty years... the dragonets will come. When the land is soaked in blood and tears... the dragonets will come. Find the SeaWing egg of deepest blue. Wings of night shell come to you. The largest egg in mountain high will give to you the wings of sky. For wings of earth, search through the mud for an egg the color of dragon blood. And hidden alone from the rival queens, the SandWing egg awaits unseen. Of three queens who blister and blaze and burn two shall die and one shall learn if she bows to a fate that is stronger and higher, she'll have the power of wings of fire. Five eggs to hatch on brightest night, five dragons born to end the fight. Darkness will rise to bring the light. The dragonets are coming... | Når krigen har været tyve år... vil draglingerne komme. Når landet er gennemblødt af blod og tårer... vil draglingerne komme. Find det mest mest mørkeblå SeaWing-æg. Nattens vinger vil komme til jer. Det største æg fra bjerget højt vil bringe jer himlens vinger. For jordens vinger, søg gennem mudder efter et æg med farve som drageblod. Og skjult for sig selv fra de rivaliserende dronninger, venter SandWing-ægget uset. Af tre dronninger, der blistrer og flammer og brænder, to vil dø og én vil lære bukker hun sig for en skæbne, der er stærkere og højere vil hun opnå styrken af ildens vinger Fem æg skal klække på den klareste nat, fem drager født til at ende krigen. Mørket vil opstå for at bringe lyset. Draglingerne kommer... |

## Bøger

### Hovedserien
| Liste over bøger i hovedserien | Liste over bøger i hovedserien | Liste over bøger i hovedserien | Liste over bøger i hovedserien | Liste over bøger i hovedserien | Liste over bøger i hovedserien |              |
| Engelsk titel                  | Først udgivet på engelsk       | Ark                            | Dansk titel                    | Først udgivet på dansk         |                                |              |
| ------------------------------ | ------------------------------ | ------------------------------ | ------------------------------ | ------------------------------ | ------------------------------ | ------------ |
| The Dragonet Prophecy          | 1. juli 2012                   | The Dragonet Prophecy          | Ikke oversat                   | Ikke oversat                   | Ikke oversat                   | Ikke oversat |
| The Lost Heir                  | 1. januar 2013                 | The Dragonet Prophecy          | Ikke oversat                   | Ikke oversat                   | Ikke oversat                   | Ikke oversat |
| The Hidden Kingdom             | 28. maj 2013                   | The Dragonet Prophecy          | Ikke oversat                   | Ikke oversat                   | Ikke oversat                   | Ikke oversat |
| The Dark Secret                | 29. oktober 2013               | The Dragonet Prophecy          | Ikke oversat                   | Ikke oversat                   | Ikke oversat                   | Ikke oversat |
| The Brightest Night            | 25. marts 2014                 | The Dragonet Prophecy          | Ikke oversat                   | Ikke oversat                   | Ikke oversat                   | Ikke oversat |
| Moon Rising                    | 30. december 2014              | The Jade Mountain Prophecy     | Ikke oversat                   | Ikke oversat                   | Ikke oversat                   | Ikke oversat |
| Winter Turning                 | 30. juni 2015                  | The Jade Mountain Prophecy     | Ikke oversat                   | Ikke oversat                   | Ikke oversat                   | Ikke oversat |
| Escaping Peril                 | 29 december 2015               | The Jade Mountain Prophecy     | Ikke oversat                   | Ikke oversat                   | Ikke oversat                   | Ikke oversat |
| Talons of Power                | 27. december 2016              | The Jade Mountain Prophecy     | Ikke oversat                   | Ikke oversat                   | Ikke oversat                   | Ikke oversat |
| Darkness of Dragons            | 25. juli 2017                  | The Jade Mountain Prophecy     | Ikke oversat                   | Ikke oversat                   | Ikke oversat                   | Ikke oversat |
| The Lost Continent             | 26. juni 2018                  | The Dragonet Prophecy          | Ikke oversat                   | Ikke oversat                   | Ikke oversat                   | Ikke oversat |
| The Hive Queen                 | 26. december 2018              | The Dragonet Prophecy          | Ikke oversat                   | Ikke oversat                   | Ikke oversat                   | Ikke oversat |
| The Poison Jungle              | 30. juli 2019                  | The Dragonet Prophecy          | Ikke oversat                   | Ikke oversat                   | Ikke oversat                   | Ikke oversat |
| The Dangerous Gift             | 2. marts 2021                  | The Dragonet Prophecy          | Ikke oversat                   | Ikke oversat                   | Ikke oversat                   | Ikke oversat |

### Andre bøger
| Liste over alle bøger uden for hovedserien | Liste over alle bøger uden for hovedserien | Liste over alle bøger uden for hovedserien | Liste over alle bøger uden for hovedserien | Liste over alle bøger uden for hovedserien | Liste over alle bøger uden for hovedserien |              |
| Engelsk titel                              | Først udgivet på engelsk                   | Serie                                      | Dansk titel                                | Først udgivet på dansk                     |                                            |              |
| ------------------------------------------ | ------------------------------------------ | ------------------------------------------ | ------------------------------------------ | ------------------------------------------ | ------------------------------------------ | ------------ |
| Darkstalker                                | 28. juni 2016                              | Legends                                    | Ikke oversat                               | Ikke oversat                               | Ikke oversat                               | Ikke oversat |
| Dragonslayer                               | 3. marts 2020                              | Legends                                    | Ikke oversat                               | Ikke oversat                               | Ikke oversat                               | Ikke oversat |
| Prisoners                                  | 31. marts 2015                             | Winglets                                   | Ikke oversat                               | Ikke oversat                               | Ikke oversat                               | Ikke oversat |
| Assassin                                   | 29. september 2015                         | Winglets                                   | Ikke oversat                               | Ikke oversat                               | Ikke oversat                               | Ikke oversat |
| Deserter                                   | 29. marts 2016                             | Winglets                                   | Ikke oversat                               | Ikke oversat                               | Ikke oversat                               | Ikke oversat |
| Runaway                                    | 27. september 2016                         | Winglets                                   | Ikke oversat                               | Ikke oversat                               | Ikke oversat                               | Ikke oversat |

## Adaptationer

### Grafiske romaner
Den første grafiske roman, The Dragonet Prophecy, som er en adaptation af det første bind, blev annonceret i 2012, men blev ikke udgivet indtil den 2. januar 2018. Det efterfølgende bind, The Lost Heir, blev udgivet den 26. februar 2019. Det tredje bind, The Hidden Kingdom, blev udgivet den 15. oktober 2019. Det fjerde bind, The Dark Secret, blev udgivet den 26. december 2020. A graphic novel for The Brightest Night has been confirmed to be in progress.

### Animationsserie
Den 20. april 2021, annoncerede Netflix, at en animeret Wings of Fire-serie er i produktion hos Warner Bros. Animation og Array Productions.